# Baflo
Baflo (en groningois : Bavvelt) est un village de la commune néerlandaise de Het Hogeland, situé dans la province de Groningue.

## Géographie
Le village est situé à 16 km au nord de Groningue.

## Histoire
Baflo constitue une commune indépendante avant le 1er janvier 1990 puis fait partie de celle de Winsum avant le 1er janvier 2019, où elle est supprimée et fusionnée avec Bedum, De Marne et Eemsmond pour former la nouvelle commune de Het Hogeland.

## Démographie
Le 1er janvier 2018, le village comptait 2 035 habitants.

## Transports

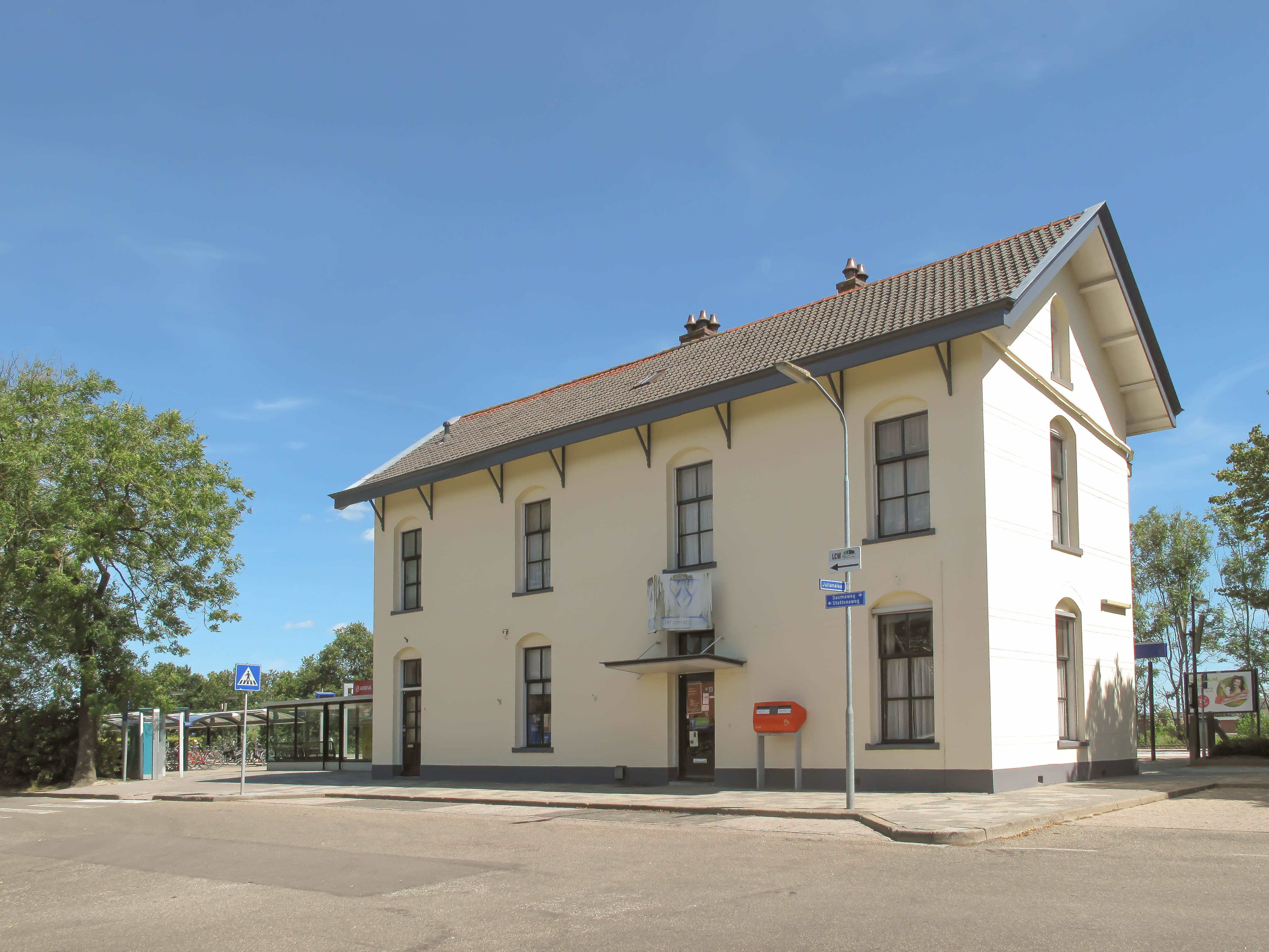
La gare de Baflo.

Le village possède une gare située sur la ligne reliant Sauwerd à Roodeschool.

## Personnalités
- Gezina van der Molen (1892-1978), juriste et combattante de la résistance pendant la Seconde Guerre mondiale, est née à Baflo.